# Явтысый, Семён Николаевич
Семён Николаевич Явты́сый (3 сентября 1941 года — 12 марта 1973 года) — полярный лётчик. Первый ненецкий пилот.

## Биография
Родился в семье оленевода в посёлке Нельмин-Нос. В 1961 году окончил Ненецкую школу-интернат. В 1964 году окончил лётное училище в Кременчуге. С 1964 года второй пилот вертолета Ми-4 Нарьян-Марского авиаотряда, с 1969 года командир вертолета Ми-4.
12 марта 1973 года погиб в авиакатастрофе в районе устья реки Нерута, в 67 км северо-северо-восточнее Нарьян-Мара.

## Память
- Жизни Семёна Николаевича Явтысого посвящена поэма ненецкого поэта Прокопия Явтысого «Крылатые нарты».
- Именем Семёна Явтысого названы улица в Нарьян-Маре и квартал в посёлке Нельмин-Нос.
- Мемориальная доска погибшему в 1973 экипажу вертолета Ми-4 на территории аэропорта Нарьян-Мар, на мемориальной стене за обелиском «Летчикам Заполярья 1941—1945».
- В посёлке Нельмин Нос, в 2019 году установлен памятник Семёну Явтысому[2].

## Семья
Двоюродный брат — Прокопий Андреевич Явтысый (1932—2005) — ненецкий поэт, прозаик, художник.